# Les Derniers Jours de Mussolini
Pour plus de détails, voir Fiche technique et Distribution.
Les Derniers Jours de Mussolini (titre original : Mussolini: Ultimo atto) est un film dramatique, réalisé par Carlo Lizzani, sorti en 1974.
Le film, qui retrace les derniers jours de la vie de Benito Mussolini, est une reconstitution historique du point de vue des faits et des mentalités des personnages selon les connaissances historiographiques de l'époque.

## Synopsis
En 1945, la République de Salò vit ses dernières heures. Mussolini, qui se trouve à Milan sous protection allemande, refuse de se rendre aux partisans du CLN Alta Italia comme lui propose le cardinal Schuster ; il décide de fuir vers la Suisse accompagné par sa maîtresse Clara Petacci et des cadres fascistes, dans l'espoir de se rendre aux troupes alliées et d'échapper aux partisans.
Le groupe voyage escorté par des soldats de la Wehrmacht et des SS. Pendant le trajet, la colonne est interceptée par un groupe de partisans qui, à la suite des accords signés entre les autorités allemandes et la résistance, laisse passer les Allemands à condition que ceux-ci leur remettent les cadres fascistes.
Afin de pouvoir se sauver, le Duce se travestit en soldat allemand et se mélange aux soldats dans le camion mais, à un deuxième bloc de contrôle, à Dongo sur le lac de Côme, il est démasqué et déplacé dans l'attente d'une décision sur son sort.
Finalement, le Comité de libération nationale charge le colonel Walter Audisio (Valerio) de l’exécuter : le matin du 28 avril 1945 le Duce est conduit à Giulino di Mezzegra où il est fusillé en compagnie de Claretta Petacci.

## Fiche technique
- Titre : Les Derniers Jours de Mussolini
- Titre original : Mussolini ultimo atto
- Titre alternatif : Mussolini... La Fin
- Réalisation : Carlo Lizzani
- Scénario : Fabio Pittorru, Carlo Lizzani
- Photographie : Roberto Gerardi
- Montage : Jim Bryan, Franco Fraticelli
- Musique : Ennio Morricone
- Décors : Carlo Gervasi
- Costumes : Ugo Pericoli
- Producteur : Enzo Peri
- Société de production : Aquila Cinematografica
- Pays d'origine :  Italie
- Langue : Italien
- Format : Couleur (Eastmancolor) et Noir et blanc — 35 mm — 1,85:1 — Son : Mono
- Genre : Film dramatique, Film biographique, Film historique
- Durée : 135 minutes
- Date de sortie :
  -  Italie : 29 mars 1974
  -  Finlande : 14 mars 1975
  -  Suède : 12 mai 1975

## Distribution
- Rod Steiger (VF : William Sabatier) : Benito Mussolini
- Lisa Gastoni (VF : Claire Guibert) : Claretta Petacci
- Franco Nero (VF : Marc de Georgi) : Walter Audisio
- Henry Fonda (VF : Marc Cassot) : cardinal Alfredo Ildefonso Schuster
- Lino Capolicchio (VF : Gérard Hernandez) : Pedro
- Massimo Sarchielli (it) (VF : Henri Labussière) : Alessandro Pavolini
- Andrea Aureli : Francesco Maria Barracu
- Rodolfo Dal Pra (VF : Jacques Berthier) : Rodolfo Graziani
- Giacomo Rossi Stuart (VF : Philippe Ogouz) : capitaine Jack Donati
- Giuseppe Addobbati (VF : Georges Atlas) : Raffaele Cadorna
- Umberto Raho : Guido Leto
- Bruno Corazzari : lieutenant Fritz Birzer
- Manfred Freyberger : capitaine Otto Kisnat
- Franco Balducci : Francesco Colombo
- Franco Mazzieri : Guido Buffarini Guidi
- Bill Vaders : lieutenant Fallmeyer
- Luciano Pigozzi (VF : Jacques Berthier) : Renato Celio, préfet de Côme